# Thóra Arnórsdóttir
Thóra Arnórsdóttir (née le 18 février 1975 à Reykjavik) est une journaliste islandaise, candidate à l'élection présidentielle islandaise de 2012. C'est la fille du professeur et philosophe Arnór Hannibalsson.
Journaliste populaire, elle a obtenu le « Prix du public » en 2012 et le titre de « personnalité télé de l'année 2010 ».
Elle annonce sa candidature le 4 avril 2012. Ancienne journaliste à la RÚV, elle bénéficie d'un soutien populaire très fort et obtient les 1 500 signatures nécessaires pour se présenter en une seule journée. Un temps en tête dans les sondages, elle est finalement devancée par le président sortant Ólafur Ragnar Grímsson, qui est réélu. 